# Ĉ
Ĉ, en minúscules ĉ, (C amb accent circumflex) és la quarta lletra de l'alfabet en esperanto, que correspon a una africada postalveolar sorda [tʃ͡] en l'Alfabet Fonètic Internacional.